# Лангенес (Нурланн)
Лангенес (норв. Langenes) — бывшая коммуна в фюльке Нурланн, Норвегия. Она была образована отделением от коммуны Экснес 1 июля 1919 года и в тот момент население коммуны составляло 1 085 жителей.
1 января 1963 года дистрикт Хольмгренда с населением в 65 человек был присоединен к коммуне Сортланн. 1 января 1964 года оставшаяся часть Лангенеса, насчитывающая 2 037 жителей, была воссоединена с коммуной Экснес.
Располагалась на западном берегу Гавлфьордена, в северной части острова Лангёйа, архипелага Вестеролен. Административный центр — деревня Стё.